# 阿魯巴首相
阿魯巴首相是荷蘭王國海外自治国阿魯巴的政府首腦，和阿魯巴的內閣組成阿魯巴的政府機構。
| #   | 肖像 | 姓名 （生卒）                | 就任           | 離任           | 政黨                |
| --- | ---- | ---------------------------- | -------------- | -------------- | ------------------- |
| 1   |      | 漢尼·艾曼 （1948－）         | 1986年1月1日   | 1989年2月9日   | 阿魯巴人民黨（APP） |
| 2   |      | 纳尔逊·奥杜贝尔 （1947－）   | 1989年2月9日   | 1994年7月29日  | 人民选举运动（MEP） |
| (1) |      | 漢尼·艾曼 （1948－）         | 1994年7月29日  | 2001年10月30日 | 阿魯巴人民黨（APP） |
| (2) |      | 纳尔逊·奥杜贝尔 （1947－）   | 2001年10月30日 | 2009年10月30日 | 人民选举运动（MEP） |
| 3   |      | 迈克·艾曼 （1961–）          | 2009年10月30日 | 2017年11月17日 | 阿魯巴人民黨（APP） |
| 4   |      | 伊芙琳·韋弗-克洛斯 （1966–） | 2017年11月17日 | 現任           | 人民选举运动（MEP） |